# Fifty Fifty
 (кореј. 피프티 피프티; транскр.  Фифти-фифти) јужнокорејска је девојачка група која је основана 18. априла 2022. године, када су објавиле свој мини-албум The Fifty. Састоји се од четири чланице — Сио, Соне, Аран и Кине — квартета који је саставио Attrakt, независна дискографска кућа. Виралним синглом Cupid постале су кеј-поп група која се најбрже појавила на топ-листама  и UK Singles Chart, што су оствариле након само четири месеца од оснивања. Штавише, то их је учинило првом кеј-поп девојачком групом која је ушла у првих десет места на британској топ-листи. Године 2023. потписале су уговор с дискографском кућом Warner Records.

## Име
Назив групе, Fifty Fifty (срп. педесет-педесет), указује на коегзистенцију, у једнаким деловима, идеала испуњеног надом и сурове реалности, и њихову наду да ће бити читавих 100 са својим обожаваоцима.

## Чланице
- Сона (새나)[4] — вођа, плесачица, реперка[5]
- Аран (아란)[6] — вокалисткиња, реперка[5]
- Кина (키나)[7] — реперка, вокалисткиња[5]
- Сио (시오)[8] — вокалисткиња, певачица[5]